# Jan (álbum)
Jan - es el nombre del álbum debut del cantautor mexicano Jan. Fue lanzado al mercado en México, Centroamérica y en los Estados Unidos el 17 de junio de 1997, por Sony Music, Mercury Records y Universal Motown. La versión estándar contiene 10 canciones. El álbum fue precedido por los sencillos "Movimiento de amor" y "Chiara", los cuales fueron lanzados al mercado entre junio y septiembre de 1997, resepctivamente.
En Estados Unidos, Jan ha disfrutado de una gran recepción comercial. Tras su lanzamiento, este debutó en la posición N.º34 del ranking Billboard 200, uno de los artistas más exitosos del país. No obstamte, semanas después, Jan alcanzó la posición N.º 16 del ranking y fue certificado de disco de platino por la asociación RIAA, por sus ventas legales elevadas en el país. En suma, de acuerdo a Nielsen SoundScan, éste ha vendido más de 1 millón de copias en los Estados Unidos. El disco ha vendido 3 millones de copias en el mundo.

## Charts
El álbum se estrenó el 17 de junio de 1997 y debutó en el puesto #34 en Billboard Hot 200 con más de 7,000 copias vendidas en su primera semana en los Estados Unidos. Se estima que actualmente el disco ha vendido 5.000.000 copias.

## Listado de canciones
- Edición estándar

| Edición estándar |                            |          |  |
| N.º              | Título                     | Duración |  |
| 1.               | «Movimiento de Amor»       | 4:48     |  |
| 2.               | «Chiara»                   | 3:57     |  |
| 3.               | «Ella y Yo»                | 3:29     |  |
| 4.               | «Y Te Amo»                 | 3:38     |  |
| 5.               | «Lobo Solitario»           | 3:35     |  |
| 6.               | «Un Corazón Que Me Abrace» | 4:29     |  |
| 7.               | «Demasiado Dentro»         | 4:13     |  |
| 8.               | «No Me Digas Que No»       | 4:18     |  |
| 9.               | «El Mar No Calla»          | 4:29     |  |
| 10.              | «Destinado a Ti»           | 4:05     |  |

## Créditos
- Loris Ceroni-Bass, Engineer, Mixing
- Giorgio Cocilovo-Guitar (Acoustic), Guitar (Electric)
- Emanuela Cortesi-Vocals (Background)
- Alberto Estebanez-Producer
- Clemente Ferrari-Arranger, Director, Keyboards, Piano, Vocal Arrangement, Vocals(Background)
- Mikel Herzo-Adaptation
- Jan-Performer
- Piero Lerede ... Vocals (Background)
- Arturo Medellín ... Art Direction
- Antonela Nuti... Vocals (Background)
- Pablo Pinilla ... Engineer, Mixing, Producer, Vocals (Background)
- Sergio Rivero ... Photography
- Paolo Toschi ... Vocals (Background)